# Hellín
Hellín es un municipio y una ciudad española de la provincia de Albacete, en la comunidad autónoma de Castilla-La Mancha, situada al sureste de la península ibérica. Con 30 812 habitantes (INE 2024), es el municipio más poblado de la provincia tras la capital albaceteña.

## Geografía
Está integrado en la comarca de Campos de Hellín, de la que ejerce de capital, situándose a 65 kilómetros de la capital albaceteña. El término municipal está atravesado por la autovía de Murcia A-30), la carretera convencional N-301 (entre los pK 307 y 337) y las carreteras autonómicas CM-313 (Hellín-Munera) y CM-412 (que la comunican con Alcaraz y Almansa). 
| Noroeste: Pozohondo       | Norte: Tobarra                                                | Nordeste: Albatana y Jumilla (Murcia) |
| Oeste: Liétor             |                                                               | Este: Jumilla (Murcia)                |
| Suroeste: Férez y Socovos | Sur: Moratalla (Murcia), Calasparra (Murcia) y Cieza (Murcia) | Sureste: Cieza (Murcia)               |

### Pedanías y comarca
El municipio comprende la ciudad de Hellín y las pedanías de Agramón, Cancarix, Agra, Cañada de Agra, Isso, Las Minas, Minateda, La Horca, Mingogil, Nava de Campaña, Torre Uchea y Rincón del Moro.
Hellín es el centro de una subárea comercial que abarca desde los municipios de Ontur, Albatana y Fuente Álamo por el este, hasta los de Riópar y Yeste por el oeste.
Pero donde realmente se hace sentir su influencia es sobre la comarca Campos de Hellín, compuesta por los municipios de Ontur, Fuente Álamo, Albatana, Tobarra y Liétor, sumando una superficie aproximada de unos 1500 km².

### Orografía
El extenso término municipal de Hellín se encuentra en el eslabón que forma la Mancha oriental (Mancha de Montearagón) con el altiplano murciano incluido en el Sistema Bético, formándose un corredor que aprovechan las carreteras y el ferrocarril para alcanzar la Región de Murcia desde el centro peninsular. Por el norte se extienden las últimas estribaciones de la Mancha, caracterizada por sierras dispersas (cerros de Hellín, 920 metros; sierra de Montesinos, 829 metros; sierra del Almez, 769 metros). Por el este, se pasa de una zona más llana que conecta con Albatana a las sierras que hacen de límite con la Región de Murcia, que superan los 850 metros de altitud. Por el sur, el valle del río Mundo da paso a la sierra de los Donceles y la sierra del Baladre, que alcanzan alturas superiores a los 800 metros, hasta el río Segura. Por el oeste predomina el terreno montañoso que rodea al río Mundo y que conecta con la sierra de Alcaraz y La Mancha oriental. La zona central del municipio es la más llana, pues es la que sirve de corredor entre las sierras colindantes para alcanzar el valle del río Mundo antes de pasar a la Región de Murcia. El pueblo se alza a 566 metros sobre el nivel del mar.

### Hidrografía
Los ríos que atraviesan el municipio son el Segura y el Mundo. El primero sirve de límite con la Región de Murcia desde la presa del embalse del Cenajo hasta su unión con el río Mundo, en la pedanía de Las Minas. El río Mundo cuenta con dos embalses, el Talave y el Camarillas.

### Clima
El clima es Mediterráneo subtipo continental, caracterizado por el aire seco, la gran amplitud térmica y la escasez de precipitaciones.
Por su situación presenta características paisajísticas y climáticas de la zona limítrofe murciana. El clima es semiárido, con tendencias continentales. Las precipitaciones son escasas y las temperaturas medias anuales moderadas, destacando el mes de julio como el más cálido y el de enero como el más frío. Lluvias torrenciales en primavera y otoño. La temperatura mínima absoluta registrada en la ciudad fue -20 °C (3-1-1971), -25 °C en las sierras más altas del término.
| Parámetros climáticos promedio de Observatorio de Hellín | Parámetros climáticos promedio de Observatorio de Hellín | Parámetros climáticos promedio de Observatorio de Hellín | Parámetros climáticos promedio de Observatorio de Hellín | Parámetros climáticos promedio de Observatorio de Hellín | Parámetros climáticos promedio de Observatorio de Hellín | Parámetros climáticos promedio de Observatorio de Hellín | Parámetros climáticos promedio de Observatorio de Hellín | Parámetros climáticos promedio de Observatorio de Hellín | Parámetros climáticos promedio de Observatorio de Hellín | Parámetros climáticos promedio de Observatorio de Hellín | Parámetros climáticos promedio de Observatorio de Hellín | Parámetros climáticos promedio de Observatorio de Hellín | Parámetros climáticos promedio de Observatorio de Hellín |
| Mes                                                      | Ene.                                                     | Feb.                                                     | Mar.                                                     | Abr.                                                     | May.                                                     | Jun.                                                     | Jul.                                                     | Ago.                                                     | Sep.                                                     | Oct.                                                     | Nov.                                                     | Dic.                                                     | Anual                                                    |
| -------------------------------------------------------- | -------------------------------------------------------- | -------------------------------------------------------- | -------------------------------------------------------- | -------------------------------------------------------- | -------------------------------------------------------- | -------------------------------------------------------- | -------------------------------------------------------- | -------------------------------------------------------- | -------------------------------------------------------- | -------------------------------------------------------- | -------------------------------------------------------- | -------------------------------------------------------- | -------------------------------------------------------- |
| Temp. máx. media (°C)                                    | 12.2                                                     | 13.6                                                     | 16.6                                                     | 19.0                                                     | 22.5                                                     | 27.7                                                     | 31.7                                                     | 31.5                                                     | 27.7                                                     | 21.8                                                     | 16.6                                                     | 13.0                                                     | 21.2                                                     |
| Temp. media (°C)                                         | 7.2                                                      | 8.2                                                      | 10.8                                                     | 13.2                                                     | 16.5                                                     | 21.1                                                     | 24.6                                                     | 24.5                                                     | 21.2                                                     | 16.0                                                     | 11.3                                                     | 8.2                                                      | 15.3                                                     |
| Temp. mín. media (°C)                                    | 2.1                                                      | 2.8                                                      | 5.0                                                      | 7.3                                                      | 10.5                                                     | 14.5                                                     | 17.4                                                     | 17.5                                                     | 14.7                                                     | 10.1                                                     | 5.9                                                      | 3.4                                                      | 9.3                                                      |
| Fuente: Agencia Estatal de Meteorología                  |                                                          |                                                          |                                                          |                                                          |                                                          |                                                          |                                                          |                                                          |                                                          |                                                          |                                                          |                                                          |                                                          |

### Entorno natural
Hellín, en su amplio y extenso municipio, cuenta con cierta biodiversidad siendo hogar de algunas especies y variedades endémicas del sureste, así como diversos ecosistemas protegidos como lugar de importancia comunitaria, debido a su rareza a nivel comunitario (el territorio de Hellín comprende parte de las regiones florísticas castellano-maestrazgo-manchegas y murciano-almerienses).
A destacar:

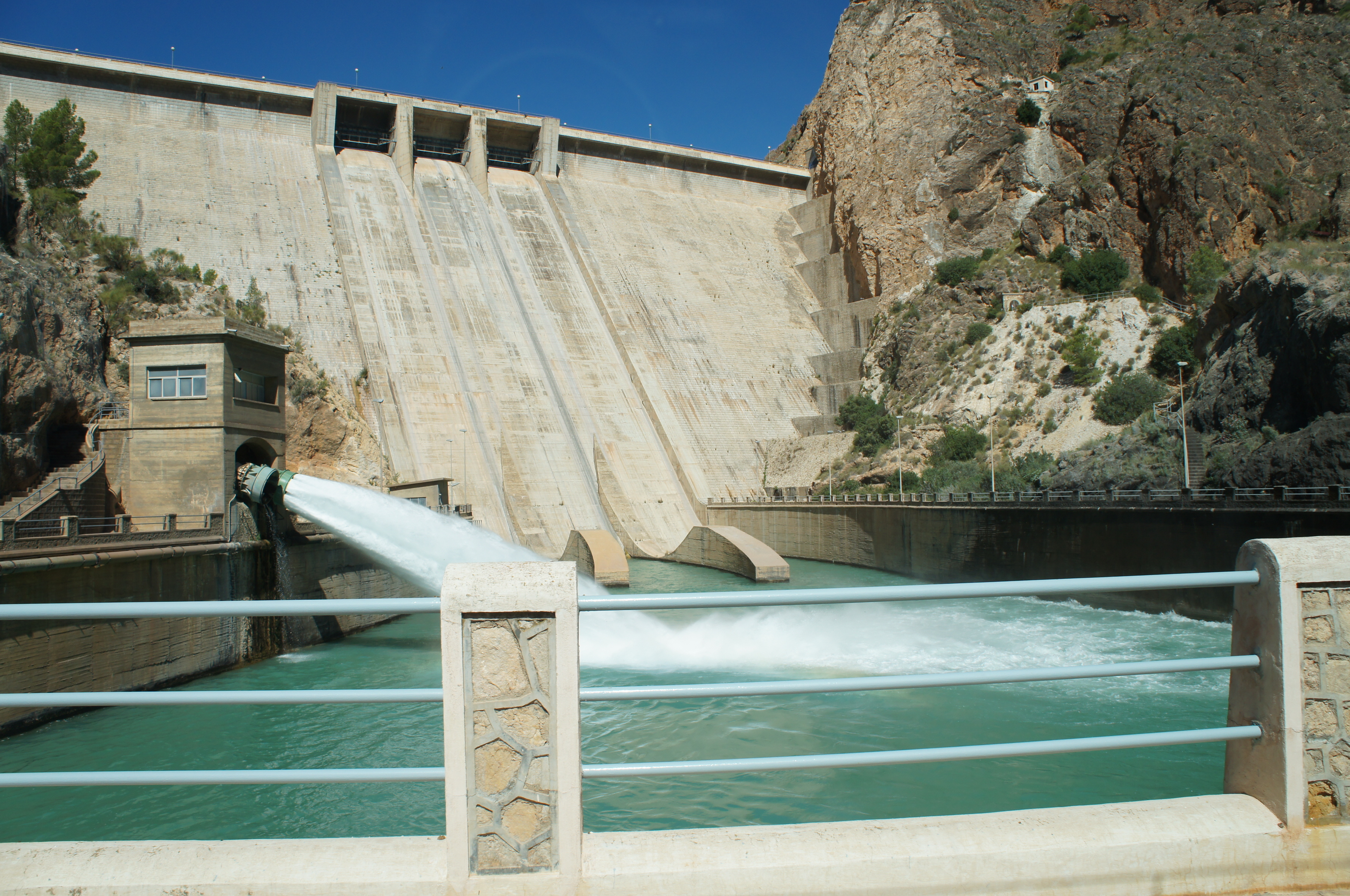
Embalse del Cenajo

- La sierra de los Donceles, perteneciente al extremo superior de las cordilleras subbéticas.
- Saladar de Agramón, presenta especies protegidas a nivel regional y nacional.
- Saladar de Cordovilla (término municipal de Tobarra), el saladar de interior más importante de la península ibérica, con elevada biodiversidad y numerosas especias protegidas a nivel regional y nacional.
- Yesares de Hellín, comunidades de tomillares en yesos, con un alto índice de endemismos.
- Laguna de los patos, humedal de origen natural rehabilitado, que alberga numerosas e importantes comunidades de aves.

- Pitón volcánico de Cancarix; chimenea volcánica más importante de la península ibérica. Presenta disyunción columnar sobre roca basáltica, minerales descritos a partir del estudio del pitón, y un bosquete relicto de carrascas en su parte superior.
- Bosques de galería de los ríos Segura y Mundo, riberas de ambos ríos con reductos de bosque de galería, con alta biodiversidad, siendo de los mejores conservados de la cuenca del Segura (junto a Cañaverosa en Calasparra).
- Arboreto de Isso, presenta alrededor de 200 especies arbóreas.

En general el entorno natural del municipio comprende numerosas sierras de mediana altitud, con bosques de pinar y coscojar (carrascal al norte del Rincón del Moro), degradado en su mayor parte a matorral bajo de aromáticas y espartales que, no obstante, albergan comunidades de importancia y constituyen paisajes de gran belleza debido a la poca o nula agresión urbana e industrial.

## Historia
Los orígenes de la ciudad se remontan al Paleolítico inferior. De su antigüedad prehistórica dan fe de los numerosos vestigios hallados en lugares como el Tolmo de Minateda, la Fuente de Isso o el Arroyo de Agra.

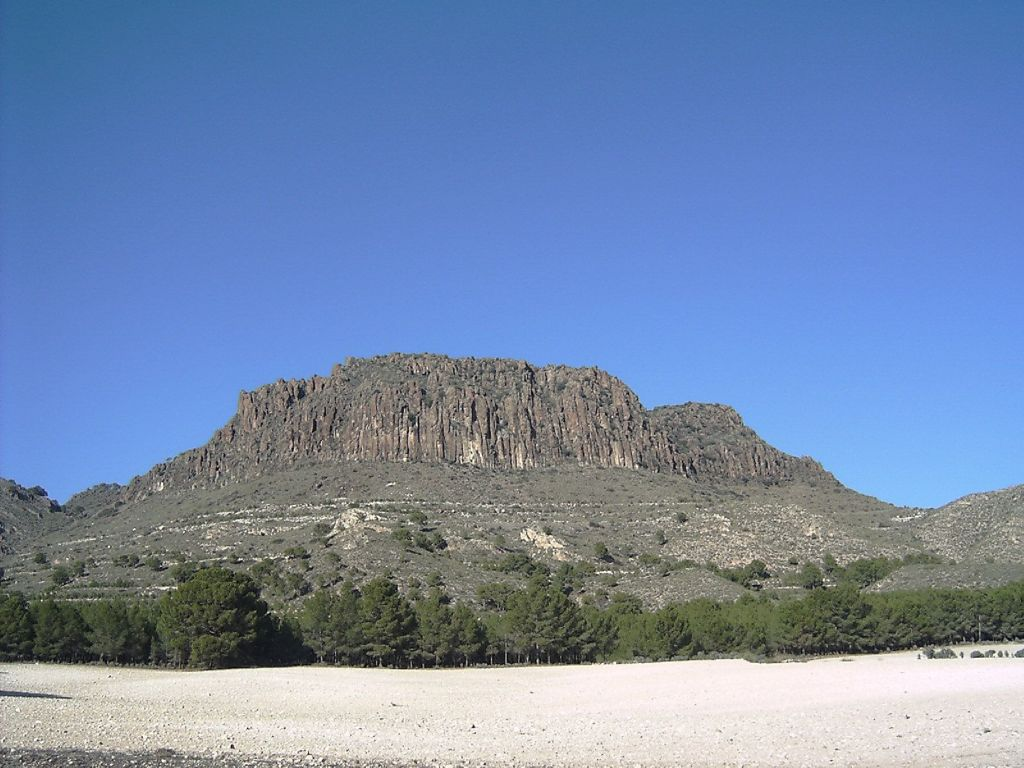
Pitón Volcánico de Cancarix

A unos 8 km al sur de Hellín se localiza el Abrigo Grande Minateda, uno de los abrigos más importantes del arte levantino con pinturas rupestres que han sido declaradas recientemente Patrimonio de la Humanidad por parte de la UNESCO. Fue descubierto en 1914 por Juan Jiménez Llamas, un almeriense que trabajaba al servicio de Federico Motos y Henri Breuil. El segundo es uno de los investigadores más importantes sobre arte rupestre de Europa en la primera mitad del siglo XX. El Abrigo Grande de Minateda es, sin duda, uno de los yacimientos más importantes de esta representación artística, donde se puede contemplar un friso con más de seiscientas figuras que representan escenas de caza, familiares, etc.
Cerca de este lugar, el Tolmo de Minateda representa el asentamiento humano más relevante de nuestro pasado. Íberos, romanos, visigodos y por último los musulmanes, dominaron sucesivamente este cerro, situado en lo que fue un importante cruce de caminos. Murallas de distinta época que defendían la entrada a la ciudadela, viviendas, aljibes, almazaras y la impresionante basílica visigoda nos hablan de una vida social, económica y militar de extraordinario relieve. Es quizá el más importante enclave arqueológico del sureste español y uno de los cinco parques arqueológicos de Castilla-La Mancha.
Ya en época romana, se cree que el Tolmo fue denominado Ilunum en torno al 200 a. C., y desde este se dirigió la operación romanizadora. La ciudad de Hellín se convertiría en una de las más importantes villas romanas que permaneció activa entre el siglo II y el siglo IV d. C., localizada al norte del actual casco urbano de la ciudad. Los mosaicos encontrados se pueden contemplar en el museo de Albacete, aunque el original se encuentra en el Museo Arqueológico Nacional de Madrid.
Por otro lado, la historia visigoda en la región tiene un importante documento en La Camareta, eremitorio situado junto al pantano de Camarillas y declarado Bien de Interés Cultural. La época en que podemos situarla cronológicamente son los siglos IV al VII. Hellín en estos momentos se conocía como Ello, y debió de adquirir una importancia relevante por la creación del obispado de "Ello".
Tras la conquista del Islam, los árabes denominaron a la ciudad como Iyyu(h). Se comenzó la construcción del castillo almohade en torno a los siglos XI-XII y desde este se dirigió la política y la administración del antiguo condado de Teodomiro. Alrededor de sus murallas nacería la actual ciudad de Hellín.
Tras la conquista castellana del siglo XIII, Hellín queda encuadrada, por virtud de Tratado de Alcaraz de 1243, en el Reino de Murcia, quedando posteriormente dentro de los dominios señoriales del infante Don Juan Manuel, que al mismo tiempo era Adelantado mayor de Murcia. La autoridad del Adelantado sobre la localidad se verá mermada con posterioridad (finales del siglo XIV), cuando el Señorío de Villena esté en manos diferentes al adelantamiento. Sin embargo, tras las guerras del Marquesado (1476-1480), Hellín volverá a la jurisdicción real.
Hasta la definitiva conquista del Reino de Granada, a finales del siglo XV, la localidad vive bajo la constante amenaza de las algaradas musulmanas. Tras el fin del peligro fronterizo, Hellín vivirá una recuperación económica y poblacional importante al igual que el resto de localidades del Reino de Murcia.
En 1833, tras la división provincial, quedó integrado en la provincia de Albacete, a su vez incluida en la biprovincial Región de Murcia. Así se mantuvo hasta la restauración de la democracia en 1978, cuando la provincia albaceteña pasó al recién constituido ente preautonómico de Castilla-La Mancha. De esta forma dejaba Hellín de estar asociado administrativamente a Murcia, aún a pesar de la aprobación en su ayuntamiento de mociones adversas a este cambio, como la del 7 de diciembre de 1980.
En 1898, debido al desarrollo de su población, agricultura, industria y comercio experimentado a finales del siglo XIX, y su constante adhesión a la monarquía constitucional, la reina regente María Cristina le concedió el título de ciudad.

## Demografía
Hellín cuenta con una población de 30 812 habitantes (INE 2024).
| Gráfica de evolución demográfica de Hellín entre 1842 y 2021                                                        |
| |
| Población de derecho según los censos de población del INE Población de hecho según los censos de población del INE |

## Economía
Aunque la agricultura tiene un peso importante en la comarca, su importancia es más reducida en la localidad de Hellín, que ha desarrollado un notable sector secundario.
La recolección de esparto constituyó un importante recurso para la economía local. En la actualidad el cereal y en menor medida la vid tienen cierta importancia en la economía del municipio.
En el entorno del municipio la minería del yeso y de la cal goza de importancia debido a las características geológicas del terreno y a la relativa facilidad de extracción. La extracción se realiza en canteras.

## Símbolos

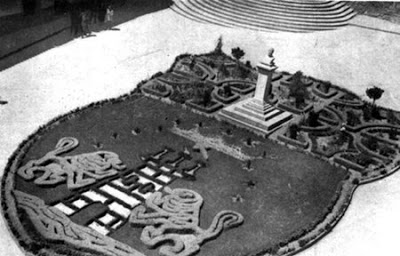
Escudo de Hellín, situado en la plaza de la Iglesia, en el siglo pasado

Los símbolos de Hellín son:

### Bandera
Partida en horizontal, la parte superior de color azul y blanca la inferior; centrado, el escudo municipal.

### Escudo
Mediante el Real Decreto 2603/19 de agosto de 1974 (BOE 16 de septiembre) se aprobó el escudo heráldico de Hellín. Este dictaba:

Tramitado el expediente en forma reglamentaria, la Real Academia de la Historia ha emitido su preceptivo dictamen en sentido favorable a lo solicitado.

En su virtud, a propuesta del Ministro de la Gobernación y previa deliberación del consejo de Ministros, en su reunión del día treinta de agosto de mil novecientos setenta y cuatro,
DISPONGO:

Artículo único. Se autoriza al Ayuntamiento de Hellín, de la provincia de Albacete, para adoptar su escudo heráldico municipal, que quedará organizado de la forma siguiente, de acuerdo con el dictamen de la Real Academia de la Historia: En sinople, un castillo, de oro, almenado y mazonado de sable y aclarado de gules sostenido por dos leones de oro y saliendo de su homenaje un brazo armado, de plata, con una espada, surmontado de una corona real abierta, de oro y rodeado de siete luceros, cuatro a la diestra y tres a la siniestra, de plata. Al timbre corona real cerrada.

## Administración y política
La administración local se realiza a través de un ayuntamiento, de gestión democrática, cuyos componentes se eligen cada cuatro años por sufragio universal. El censo electoral está compuesto por todos los residentes empadronados en el municipio de Hellín mayores de 18 años, de nacionalidad española y de los otros países miembros de la Unión Europea. Según lo dispuesto en la Ley del Régimen Electoral General,76 que establece el número de concejales elegibles en función de la población del municipio, la corporación municipal de Hellín está formada por 21 concejales.
| Periodo   | Nombre                    | Partido | Partido                                  |
| --------- | ------------------------- | ------- | ---------------------------------------- |
| 1979-1983 | Víctor Serena Guirado     |         | Unión de Centro Democrático (UCD)        |
| 1983-1989 | Antonio Pina Martínez     |         | Partido Socialista Obrero Español (PSOE) |
| 1989-1995 | Fructuoso Díaz Carrillo   |         | Partido Socialista Obrero Español (PSOE) |
| 1995-1996 | José María Barcina Magro  |         | Partido Popular (PP)                     |
| 1996-1999 | Francisco Vicente Sarabia |         | Partido Socialista Obrero Español (PSOE) |
| 1999-2003 | José María Barcina Magro  |         | Partido Popular (PP)                     |
| 2003-2011 | Diego García Caro         |         | Partido Socialista Obrero Español (PSOE) |
| 2011-2015 | Manuel Mínguez García     |         | Partido Popular (PP)                     |
| 2015-2023 | Ramón García Rodríguez    |         | Partido Socialista Obrero Español (PSOE) |
| 2023-act. | Manuel Serena Fernández   |         | Partido Popular (PP)                     |

| Partido político                         | 2023  | 2023  | 2023       | 2019  | 2019  | 2019       | 2015  | 2015  | 2015       | 2011  | 2011  | 2011       | 2007  | 2007  | 2007       |
| Partido político                         | %     | Votos | Concejales | %     | Votos | Concejales | %     | Votos | Concejales | %     | Votos | Concejales | %     | Votos | Concejales |
| Partido Popular (PP)                     | 41,98 | 5996  | 10         | 32,00 | 4112  | 8          | 33,71 | 4441  | 8          | 43,54 | 6512  | 10         | 22,81 | 3293  | 5          |
| Partido Socialista Obrero Español (PSOE) | 39,48 | 5369  | 8          | 40,72 | 5232  | 10         | 37,13 | 4891  | 9          | 40,08 | 5995  | 9          | 64,67 | 9337  | 15         |
| Vox                                      | 16,80 | 1998  | 3          | 5,67  | 729   | 1          | —     | —     | —          | —     | —     | —          | —     | —     | —          |
| Ciudadanos (CS)                          | —     | —     | —          | 6,67  | 858   | 1          | 9,21  | 1213  | 2          | —     | —     | —          | —     | —     | —          |
| Agrupación de Electores Hellín (AEH)     | —     | —     | —          | 6,64  | 854   | 1          | —     | —     | —          | —     | —     | —          | —     | —     | —          |
| Podemos-Ganemos                          | —     | —     | —          | 4,58  | 589   | 0          | 9,82  | 1293  | 2          | —     | —     | —          | —     | —     | —          |
| Izquierda Unida (IU)                     | —     | —     | —          | 2,65  | 341   | 0          | —     | —     | —          | 11,95 | 1787  | 2          | 5,64  | 815   | 1          |

## Servicios
La ciudad es sede de un parque comarcal de bomberos dependiente del Servicios Especiales y de Prevención y Extinción de Incendios de Albacete.

### Transportes

#### Carreteras
- A-30 Autovía de Murcia
- N-301 Madrid–Cartagena
- CM-412 Comunica con Almansa y la A-31
- CM-313 Comunica con la sierra de Alcaraz y Andalucía
- A-47 Comunica con la sierra del Segura

#### Ferrocarril
La localidad cuenta con estación de ferrocarril de la línea Chinchilla-Cartagena.
Se encuentra en proyecto la ampliación de la estación con una terminal de carga y descarga de mercancías.

### Sanidad

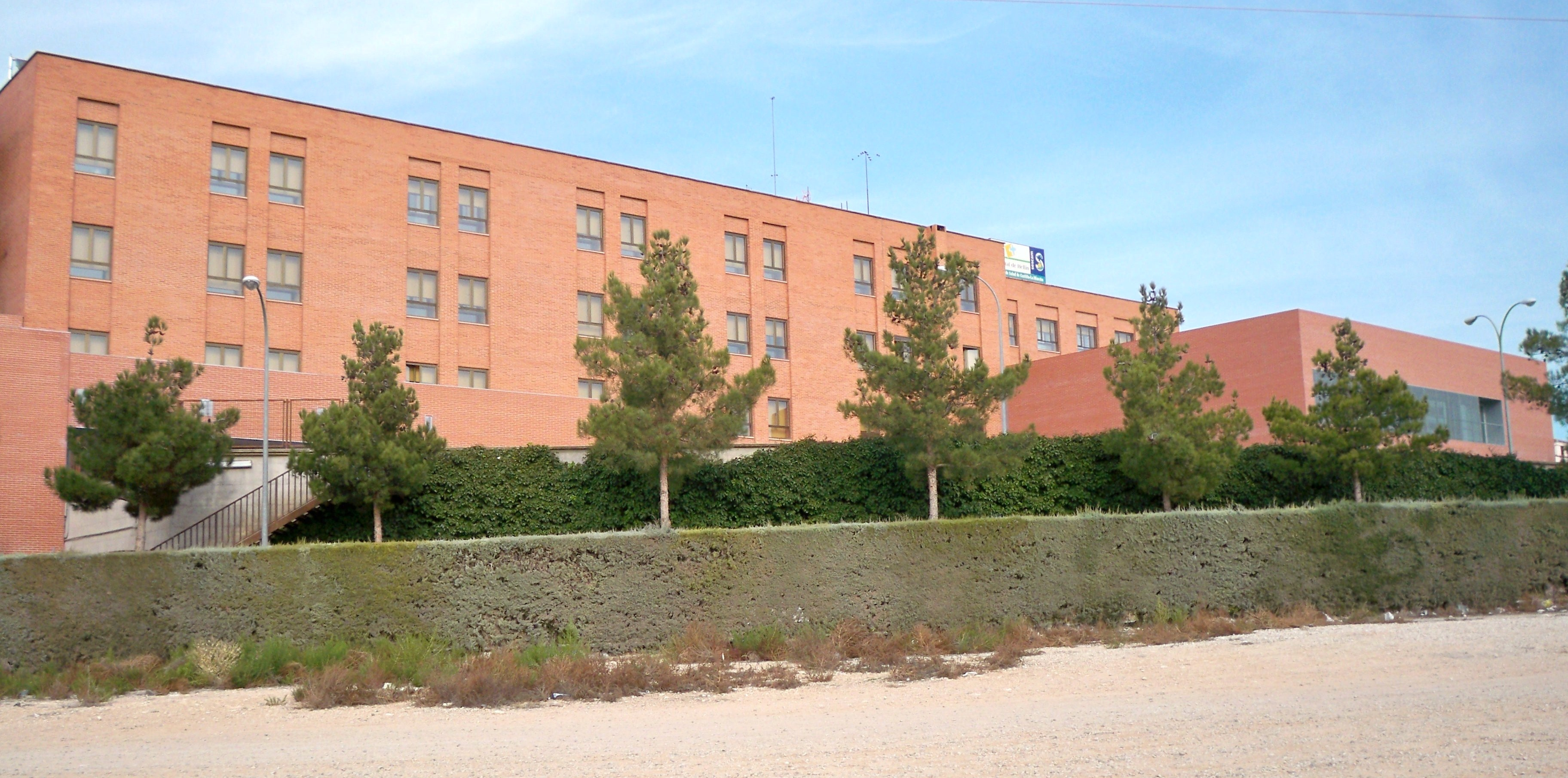
Hospital de Hellín

La ciudad cuenta con el Hospital de Hellín, inaugurado en 1990, que da cobertura a más de 70 000 pacientes, los pertenecientes a las Comarcas de Campos de Hellín y Mancomunidad de Municipios de la Sierra del Segura.
Además cuenta con dos centros de salud, de reciente factura, uno en la Zona Norte y otro en el Centro de la ciudad.

## Patrimonio

### Iglesia Arciprestal de Santa María de la Asunción

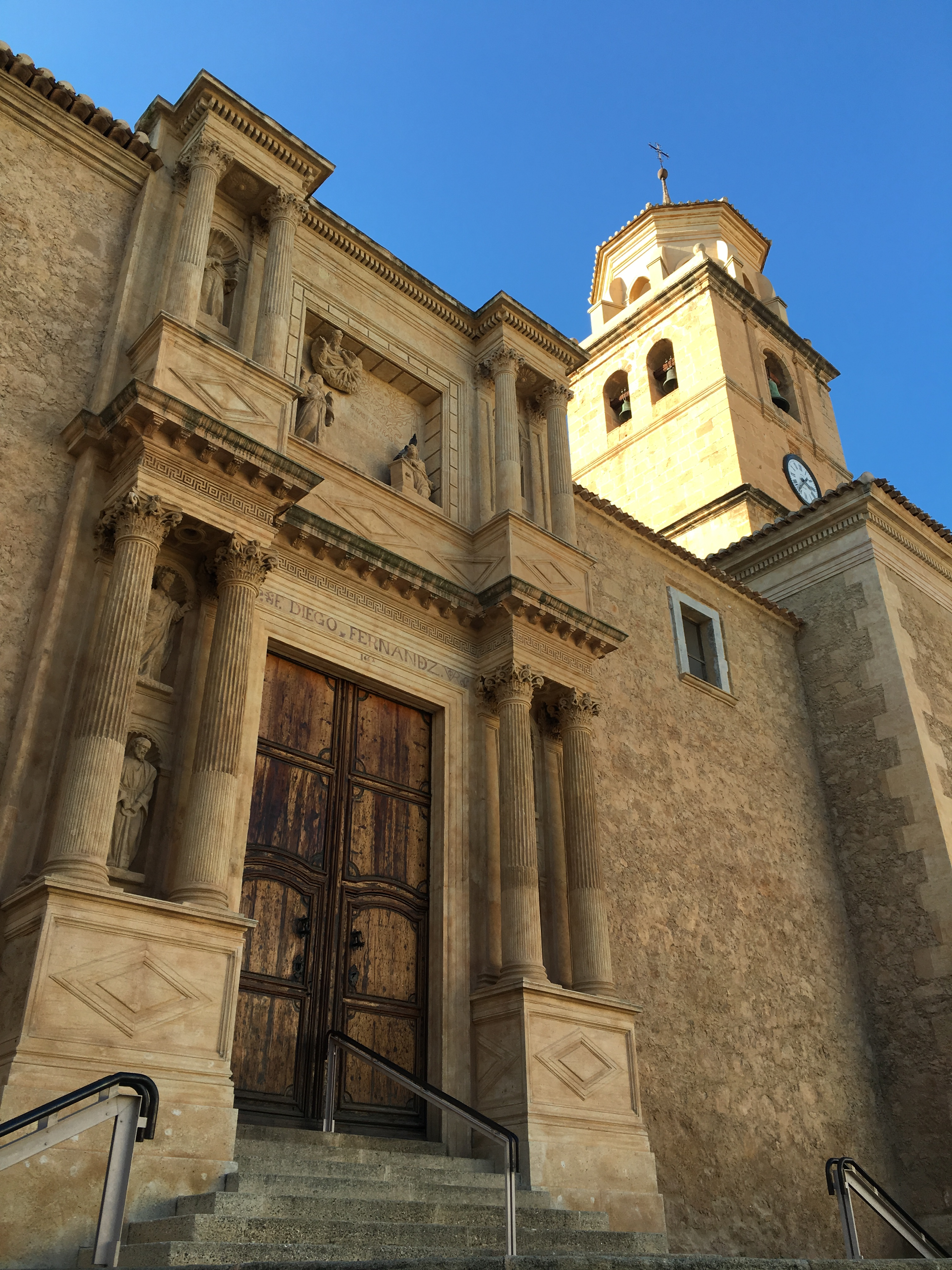
Portada de la iglesia arciprestal de Santa María de la Asunción

La Iglesia Arciprestal de Santa María de la Asunción: empezó su construcción el año 1499, siendo la primera iglesia de tipo columnario de toda la diócesis de Cartagena. Hay que destacar que no ofrece crucero y en cambio internamente quedan las naves perfectamente definidas y separadas por unos soportes cilíndricos. La capilla mayor se articula con cinco paños y bóveda estrellada. La construcción de las capillas laterales corresponde a distintas épocas, siendo la mayoría renacentista y alguna gótica. La portada del exterior es sobria y bien trazada, con el hueco de entrada adintelado y sin ningún tipo de remate superior, fechándose su construcción en los finales del siglo XVI o los comienzos del XVII. La torre situada junto a la cabecera posee un remate barroco del siglo XVIII. Es la sede del arciprestazgo de Hellín, además de la de mayor proporciones de toda la ciudad.

### Iglesia Conventual de Nuestra Señora de los Ángeles - Padres Franciscanos
El templo es de nave única, con algunas bóvedas de crucería gótica. Recientemente se han recuperado tres arcos situados en el acceso lateral, los cuales pueden ser del siglo XVII. El claustro, de fines del siglo XVI, es de planta cuadrada y soluciones renacentistas. En la cabecera del templo destaca un camarín-transparente rococó de los años 1760-1770, con planta centrada octogonal, cúpula de aspecto estrellado y decoración a base de ricas yeserías rococó doradas, considerado uno de los mayores exponentes del rococó de la zona de levante. El pavimento, del tipo valenciano, ofrece escenas costumbristas y cacerías enmarcadas entre rocallas. En el templo se conserva una Dolorosa de Francisco Salzillo y la imagen titular, la Inmaculada Concepción, del Escultor José Manuel Rodríguez Fernández-Andes, réplica de una Inmaculada de Salzillo destruida en 1936.

### Santuario de Nuestra Señora del Rosario

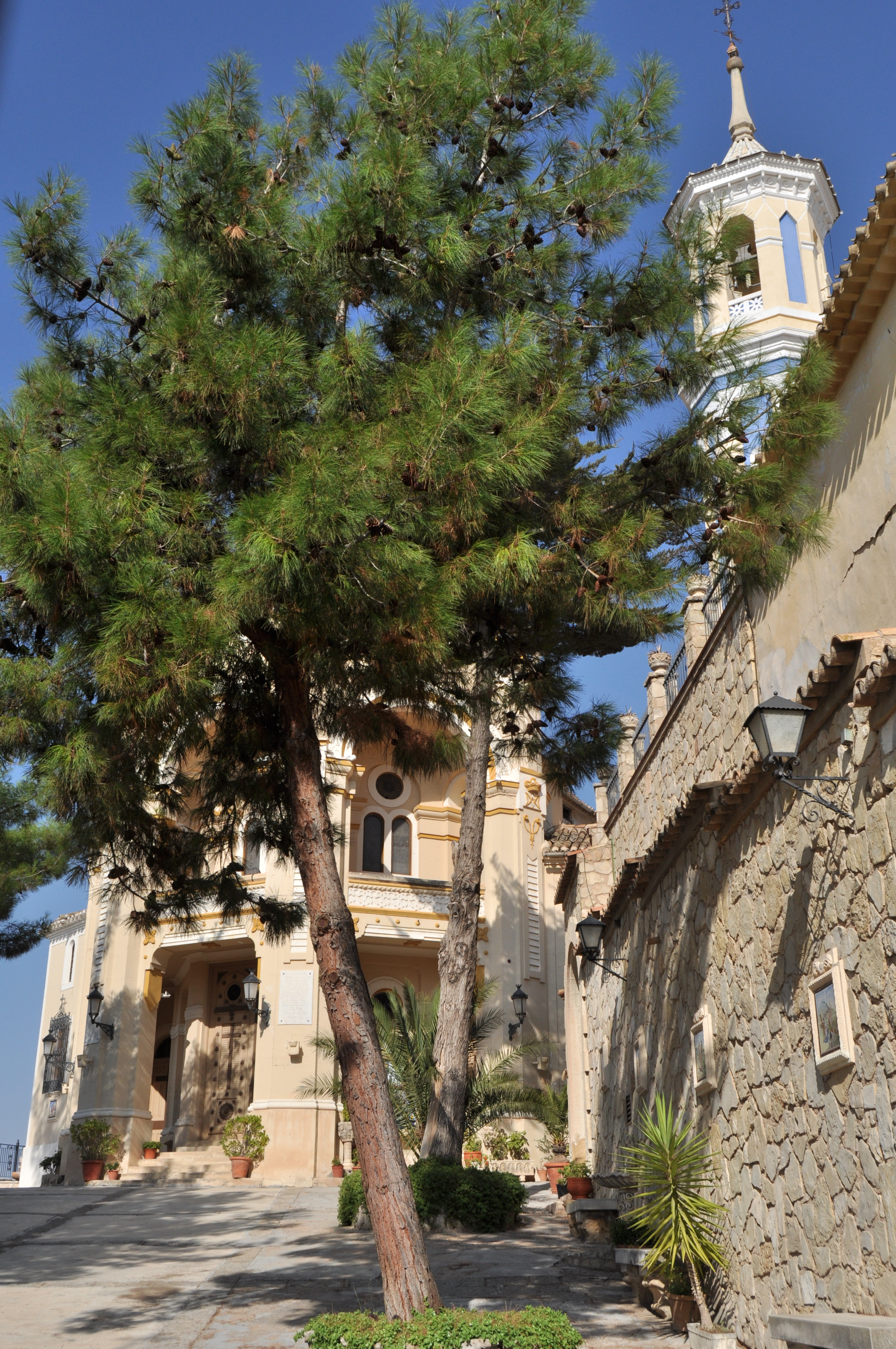
Exterior del Santuario de Nuestra Señora del Rosario con la Torre Poligonal al fondo

El origen del Santuario se remonta a 1575 donde aparece citada junto con su cofradía en las Relaciones Topográficas de Felipe II en el año 1575, en las que el Rey pide a su Gobernador y Justicia Mayor en el Marquesado de Villena, una descripción e historia de las particularidades y cosas notables de este marquesado. En el capítulo 51 de dichas Relaciones Topográficas, capítulo que se refiere a la existencia de Iglesias y Ermitas, se dice «que en la dicha villa de Hellín, además de la iglesia parroquial, hay una ermita del Señor Santiago y la ermita del Señor San Sebastián, y la ermita de San Benito y San Blas y la ermita de Nuestra Señora de Gracia y la ermita de San Cristóbal y la ermita de Santa Bárbara, la ermita del Puerto y la Casa, y la ermita de Nuestra Señora del Rosario». Vemos, pues, como entre otras ermitas citadas existentes en la época, aunque hoy desaparecidas, figura nuestra ermita del Rosario y su cofradía. Pero la antigüedad del santuario es mucho mayor, parece ser que el origen es una antigua mezquita musulmana situada junto a la plaza del zoco musulmán y muy próxima a una de las puertas principales de la ciudad, la Puerta de Alcaraz. Esta plaza del zoco todavía hoy se conserva en parte junto al ábside del Santuario y es conocida como plaza del Pichón.
Reformada por el arquitecto local Justo Millán. De tipo ecléctico, llama la atención su torre poligonal, cuenta con el estatus de Bien de Interés Cultural y cobija a la patrona de Hellín.

### Convento de las Clarisas (Casa de la Cultura)
Lo que actualmente es el centro cultural municipal fue un antiguo convento de Clarisas. El edificio es una construcción del siglo XVII, el cual se construyó sobre las antiguas casas de su fundador el bachiller don Luis de Caravaca. El salón de actos ocupa lo que fue la antigua iglesia, que consta de nave única, cubierta de bóvedas de arista y presbiterio de planta cuadrada. El claustro presenta en el cuerpo bajo tres arcos. El resto del edificio está hoy en día recuperado y restaurado.

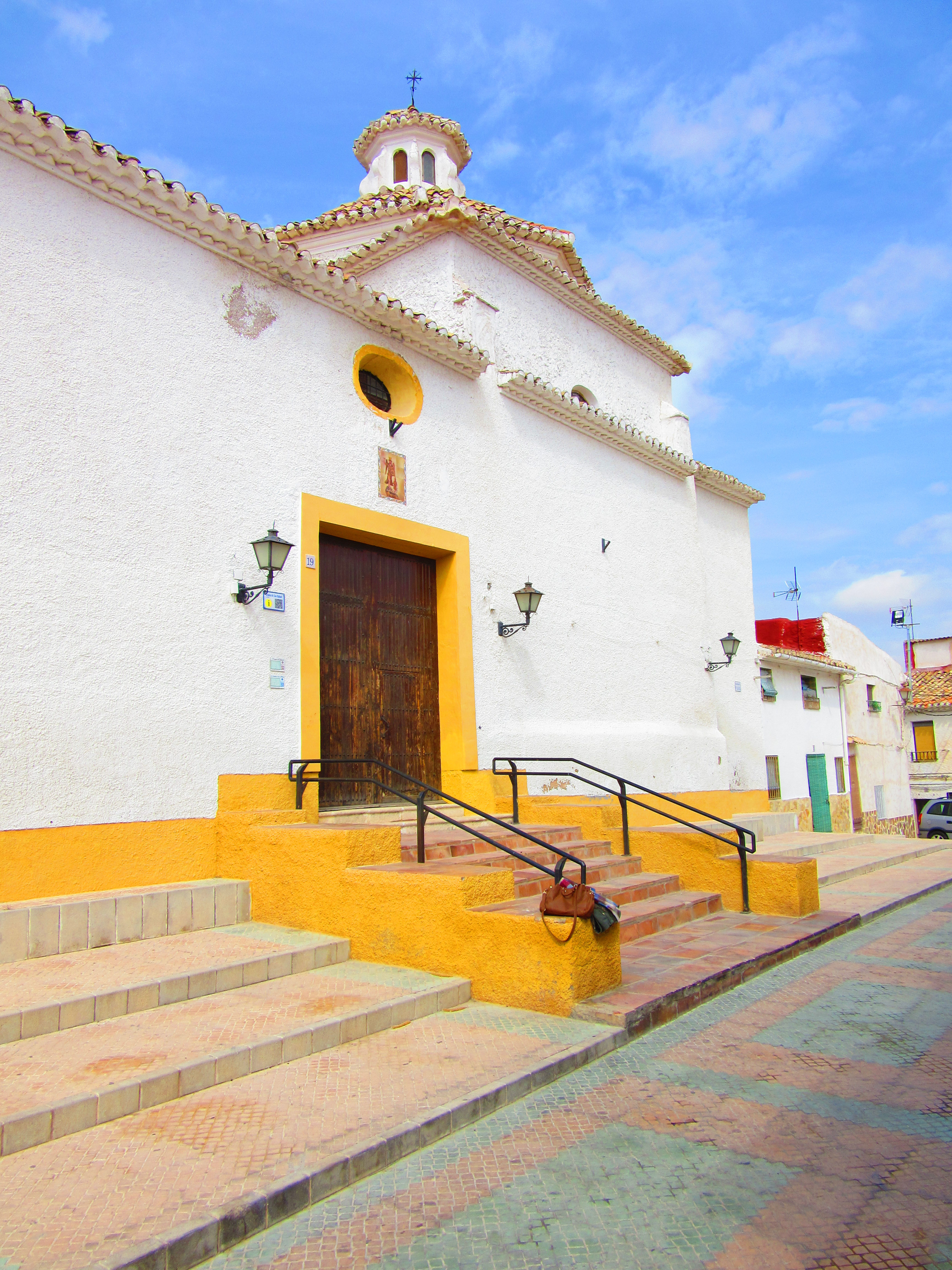
Ermita de San Rafael

### Ermita de San Rafael
Se construyó en el siglo XVII. Se ubica en una de las colinas de la población, en el casco antiguo, en lo que fuera la antigua judería, hoy barrio de San Rafael, a cuyos pies se encuentra el denominado Barranco del Judío. En ella se presta culto al santo arcángel Rafael, que es considerado el patrón benefactor de Hellín junto con la Virgen del Rosario. De la devoción a este santo ángel existen datos que se remontan al siglo XVI.En las Relaciones Topográficas de Felipe II, redactadas en Hellín en 1576, se narra la leyenda de que san Rafael lograba evitar las tormentas de granizo que se abatían sobre la ciudad y destruían las cosechas. Por este motivo se ha venido manteniendo una fiesta en honor de san Rafael, que en la actualidad se celebra el 24 de octubre.

### Iglesia de San Roque
La parroquia de San Roque del siglo XVIII, que custodia a Jesús de Medinaceli, el grupo escultórico de Los Azotes y a Nuestra Señora de la Esperanza. Recientemente, gracias a unas obras de restauración, se ha recuperado en dicha parroquia un retablo de finales del siglo XVI, siendo este el más antiguo conservado en la ciudad.

### Otros edificios religiosos
La iglesia parroquial del Sagrado Corazón de Jesús que custodia imágenes de Semana Santa como María Santísima de las Penas y el grupo escultórico de la Coronación de Espinas (obra de José Hernández Navarro) y la capilla del colegio de los Padres Terciarios Capuchinos, que alberga en su interior a las imágenes de la Real Cofradía y Hermandad de Nazarenos de Nuestro Padre Jesús de la Misericordia, Jesús del Gran Poder y Nuestra Señora del Dolor, que desfilan el Jueves Santo por las calles de la localidad.

### Yacimiento del Tolmo y pinturas rupestres de Minateda
En la comarca Campos de Hellín destaca el yacimiento del Tolmo de Minateda de origen íbero. Posiblemente este asentamiento tuvo un papel importante en la zona durante periodo altomedieval. Entre los hallazgos cabe destacar una basílica visigoda, que viene a denotar la importancia de este pueblo. También se han encontrado diversos mosaicos romanos en el pueblo de Hellín, pertenecientes a una villa romana fechada en el siglo II, así como restos de una zona termal también fechada en dicha época. Y no olvidemos el descubrimiento del mosaico romano de las 4 estaciones, también hallado en este pequeño pero magnífico pueblo.

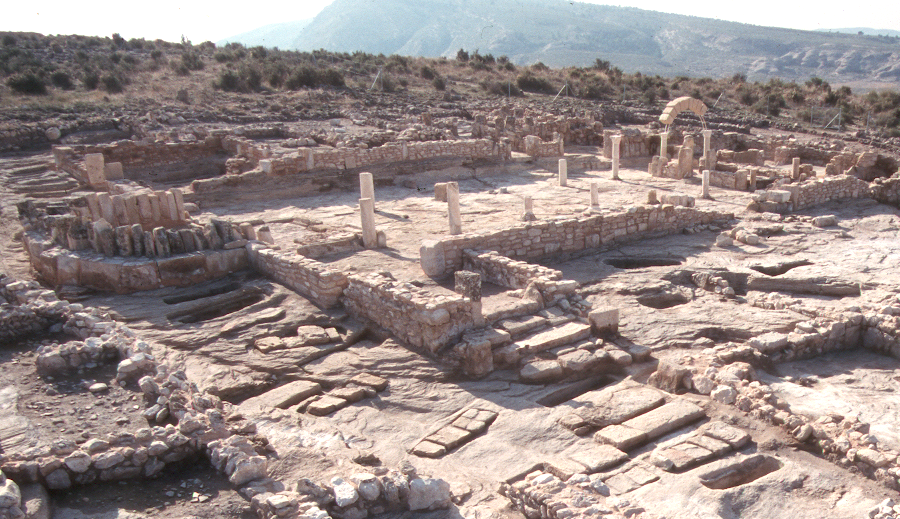
Tolmo de Minateda

El monumento más importante que posee el término municipal de Hellín son los yacimientos con arte rupestre prehistórico de Minateda y sus alrededores. El primer hallazgo se produjo en la primavera de 1914, concretamente en el mes de mayo: el Abrigo Grande de Minateda, y otros cinco abrigos más cercanos a aquel, por Juan Jiménez Llamas, por entonces prospector del investigador francés Henri Breuil, con el patrocinio del Institut de Paléontologie Humaine de París, fundación del Príncipe Alberto I de Mónaco. Breuil daría a conocer estos importantes hallazgos, en 1920, en una prestigiosa revista francesa. El Abrigo Grande se constituía en el segundo hallazgo de pinturas en Albacete, después del núcleo del cerro del Bosque, en Alpera, con la importante Cueva de la Vieja (1910) –descubierta por Pascual Serrano Gómez– y el que acogía el mayor número de imágenes de todos los yacimientos hasta entonces conocidos en el oriente peninsular. Es un friso paradigmático del arte figurativo anti-naturalista de los últimos cazadores recolectores, el Arte Levantino (hace 10 000 años), pues acoge todos los elementos esenciales de esta expresión creencial: hombres, mujeres y animales (cabras, ciervos, toros, caballos, carnívoros, etc.), en las más variadas dimensiones y fórmulas estructurales. El espléndido friso de Minateda, por sus más de 400 imágenes, ofrece todos los valores expresivos y pictóricos del Arte Levantino: imágenes planas, tratadas con economía de la forma, simplicidad y profundidad, a la vez que valiéndose de la oblicuidad consigue el efecto de dinamismo y vida tan característico, y único, de esta manifestación. Todo ello unido a una técnica –basada en la pluma de ave como instrumento y consiguiendo el llamado trazo de pluma levantino– más un virtuosismo de ejecución singular que todavía hoy no deja de sorprendernos. Estos, y otros muchos méritos plásticos y culturales para la historia del ser humano, son los que determinaron a la Unesco a declararlo Patrimonio Mundial en 1998. El Abrigo Grande de Minateda acoge, asimismo, muestras pictóricas de la religiosidad de otros grupos humanos prehistóricos, los productores neolíticos (hace 7000 años), que dieron expresión a sus creencias fundamentándose en la abstracción, llamado convencionalmente Arte Esquemático. Es una manifestación que se fundamenta en los elementos abstractos del Expresionismo y que coincide con la pintura de las vanguardias, desde el gestualismo hasta la action painting.

### Edificios civiles
Como edificios civiles destacan la Casa de los Salazar, en la plaza de San Francisco, y Casa de los Falcón Morote, en la calle Falcón. Son construcciones dieciochescas de sencilla estructura y patio interior con columnas, lo mismo que la Casa del Conde (llamada así porque fue construida por el conde de Floridablanca) y que en la actualidad alberga el Museo de la Semana Santa y Tamboradas de Hellín (MUSS).

## Cultura

### Museos
Destacan el Museo Taurino Cañamón, que muestra un recorrido por la historia taurina de Hellín, destaca la maqueta de la plaza de toros, el Museo de Arte Contemporáneo Picornell y el Museo de Semana Santa y Tamborada, Rafael Sánchez Hortelano (MUSS).

### Semana Santa de Hellín

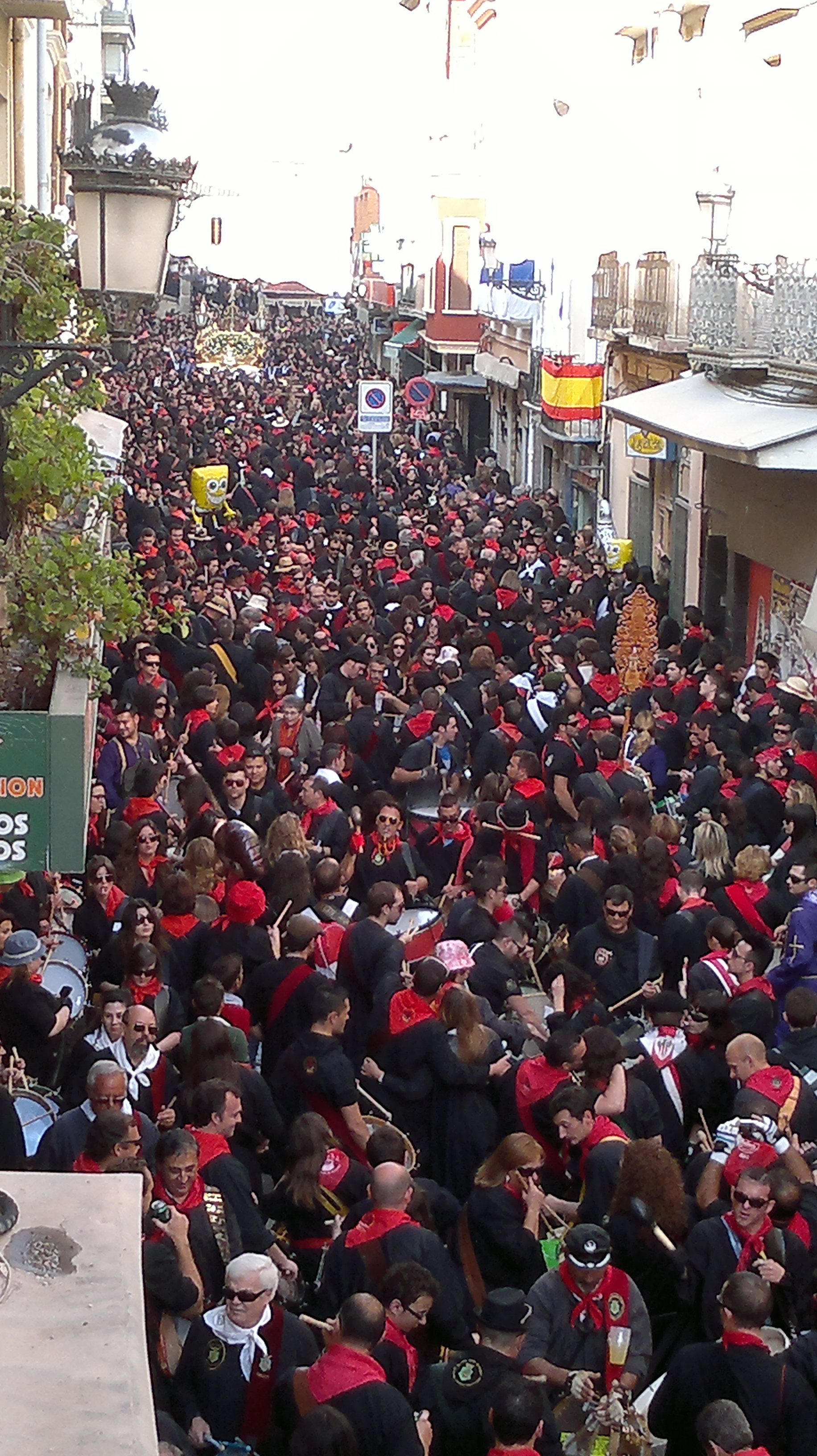
Tamborada de la Semana Santa en Hellín, declarada de interés turístico internacional

La tradición más relevante es la Semana Santa. Desde el 21 de marzo de 2007, de Interés Turístico Internacional.

RESOLUCIÓN de 14 de marzo de 2007, de la Secretaría General de Turismo, por la que se concede el título de «Fiesta de Interés Turístico Internacional» a la Semana Santa (Tamborada) de Hellín (Albacete).

De conformidad con lo dispuesto en apartado 6.º, de la Orden Ministerial de 3 de mayo de 2006 (B.O.E. de 7 de junio), esta Secretaría General de Turismo ha tenido a bien conceder el título de «Fiesta de Interés Turístico Internacional», a la siguiente fiesta:
Semana Santa (Tamborada) de Hellín (Albacete).
Lo que se hace público a todos los efectos.
Madrid, 14 de marzo de 2007.
–La Secretaria General de Turismo, Amparo Fernández González.

La ciudad de Hellín vive pensando durante todo el año en su fiesta más importante. Con la llegada de la Cuaresma a partir del Miércoles de Ceniza, la población de la ciudad va aumentando su entusiasmo conforme se acerca la noche de Jueves Santo, momento cumbre de la Semana Santa de Hellín, pero no hay que olvidarse de las tamboradas del Viernes de Dolores, Miércoles Santo, Sábado de gloria y la ya citada de Jueves Santo.
El tambor es el instrumento que se convierte en objeto de culto durante estos días en que casi todo gira alrededor de él. En Hellín los tambores con sus redobles sonarán durante toda la noche, acompañando el desarrollo de estas celebraciones pasionales declaradas de Interés Turístico Internacional.
No cabe duda de que las tamboradas son de una manifestación antropológica de primer orden en España. Escuchar a más de 37.000 tambores atronando ritmos ancestrales es un espectáculo que solo se puede calificar como grandioso. El mestizaje entre lo religioso y lo pagano es una de sus señales de identidad más características. El tremendo zumbido se escucha ininterrumpidamente durante casi una semana y se convierte en el abrazo que acoge a todos cuantos vienen a visitarnos y que ninguna persona se debería perder.

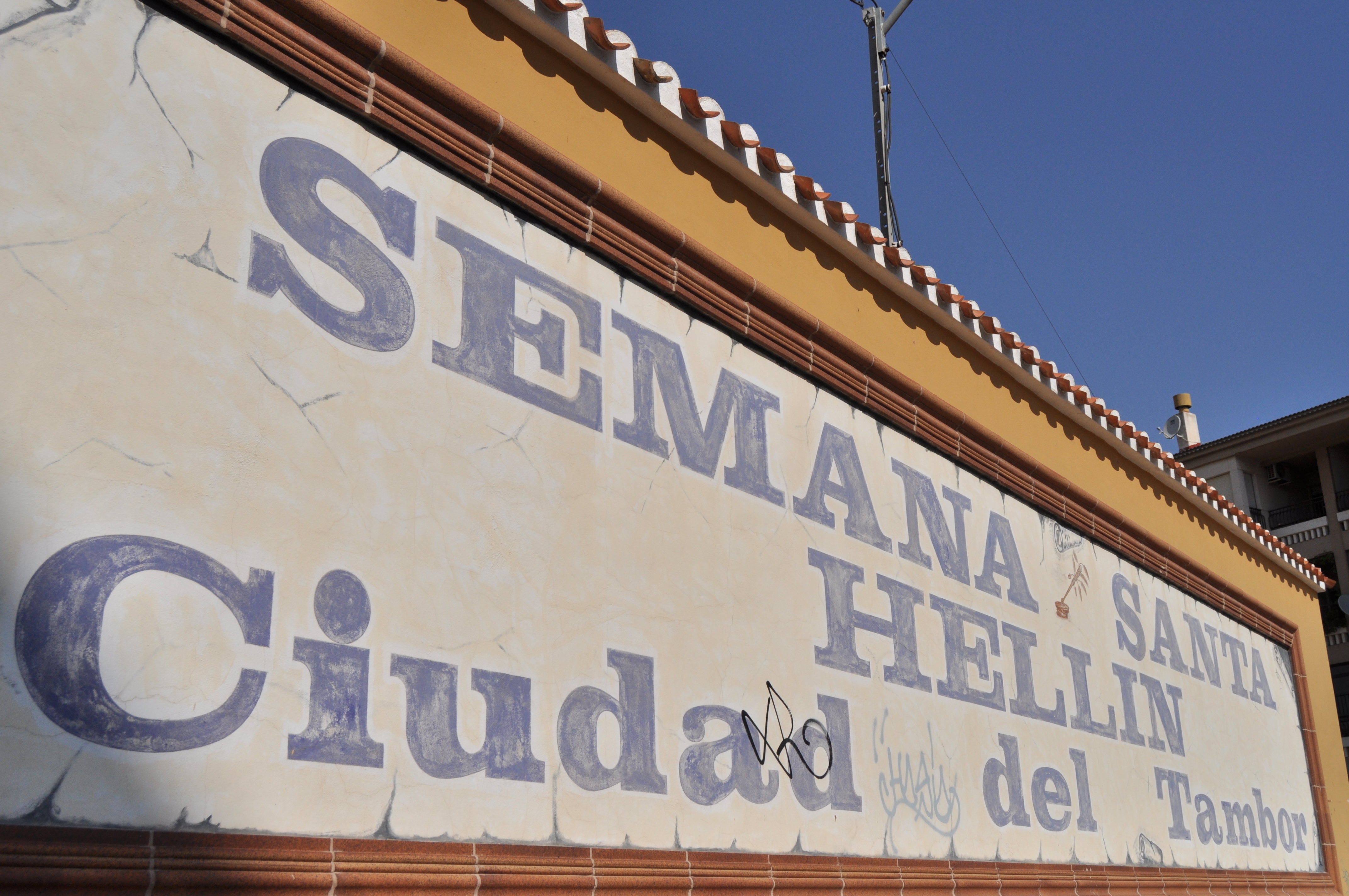
Semana Santa Hellín. Ciudad del Tambor

Estas celebraciones pasionarias dan comienzo en la mañana del domingo de Ramos con la procesión de la Entrada de Jesús en Jerusalén donde participan nazarenos de todas las cofradías y hermandades.
Sin duda, una de las celebraciones más entrañables tiene lugar el lunes santo por la noche cuyo protagonista es la Santa Escuela de Cristo (Cofradía del Rosario) cuando hace su salida el Vía crucis que parte del Santuario del Rosario y recorre el casco histórico de la ciudad donde nos ofrece una visión de lo que pudieron ser las procesiones de la época medieval.
Los preparativos de última hora se interrumpen cuando hace su salida la Procesión del Cristo de la Preciosísima Sangre desde la iglesia parroquial del Sagrado Corazón de Jesús en la noche del Martes Santo.
Hacia las 15:00 de la tarde de miércoles santo comienza la tamborada de este día que finalizará a la recogida de la procesión de la Oración del Huerto.
El Jueves Santo a partir de las 12 de la noche, los tamborileros con túnicas negras y pañuelo al cuello color rojo, redoblan por las calles del pueblo sus tambores hasta el amanecer, para dirigirse entonces al Calvario, lugar al que subirán en la procesión más larga de todas, compuesta por diecisiete cofradías y hermandades. Cuando la imagen de Nuestra Señora de los Dolores, la Dolorosa de Hellin, llega al Calvario se realiza el acto del Motete.
La noche del Viernes Santo desfila la procesión del Santo Entierro, con absoluto recogimiento en contraste con la algarabía de la procesión al Calvario. En ella cabe destacar a Nuestra Señora de la Soledad, imagen más antigua de Hellín (siglo XVII), y la impresionante Imagen del Cristo Yacente, de Mariano Benlliure, considerada como una obra cumbre de la escultura del siglo XX, ambas resaltan la brillantez de este acto y contribuyen a ubicar en buena posición la Imaginería escultórica de Hellín dentro de los programas iconográficos nacionales referentes a la Pasión y Muerte de Jesucristo.
El Domingo de Resurrección y tras el acto del encuentro entre la Dolorosa y el Resucitado comienza la procesión más alegre de estos días, en que los costaleros al ritmo de marchas alegres bailan a los pasos por las calles del pueblo donde Hellin se funde en una gran fiesta.
No podemos dejar de hablar de los desfiles procesionales que van unidos a las tamboradas. Hellín cuenta con la más completa colección de imaginería religiosa de Semana Santa que va desde las postguerra hasta nuestros días. Fernández Andes, Víctor de los ríos, Mariano Benlliure, Coullaut-Valera y José Zamorano son algunos de sus escultores.
Veinticinco cofradías y hermandades, con un total de treinta imágenes y grupos escultóricos nos muestran escenas impresionantes de la pasión, muerte y resurrección de Cristo, llegándose a alcanzar un alto nivel de lujo (estandartes, mantos, palios, coronas) lo que ha conseguido que sea declarada de Interés Turístico Internacional.

### Otros festejos
La patrona de Hellín es Nuestra Señora del Rosario y su patrono es el arcángel san Rafael.
- Feria en honor a la Virgen del Rosario, comenzando el último fin de semana de septiembre y prolongándose hasta el primer fin de semana de octubre, se consolida como la segunda feria con mayor importancia después de la de la propia capital. En 2020 le fue concedido el título de Interés Turístico Regional de Castilla-La Mancha. Cabe destacar la gran animación y afluencia de público, además de un amplio y variado repertorio de actividades.
- Corpus Christi. El Corpus es una de las fiestas que más está evolucionando en los últimos años. Las alfombras de serrín cubren la totalidad de la carrera de la procesión del Santísimo, escoltado por los niños que han tomado la comunión ese año. Va tomando realce la elaboración de altares. Por todo ello, el 13 de junio de 2009 fue declarado de Interés Turístico Regional de Castilla-La Mancha.
- Día de San Rafael: que se celebra el 24 de octubre, y en el que se realiza el típico y tradicional mercado medieval, recorriendo este las calles del casco antiguo de la ciudad.
- Día de la Cruz: el 3 de mayo, en el que es costumbre, por la mañana pasear a hombros por las calles pequeñas cruces adornadas de flores y por la tarde salir de merienda al campo para comer las típicas habas y el aguamiel.
- Otras celebraciones que si no son propiamente fiestas, sí que tienen una gran tradición y repercusión en la sociedad hellinera, son las Celebraciones que en honor de su Patrona, la Virgen del Rosario, tienen lugar durante el mes de mayo, como la visita de una réplica de menores dimensiones de la patrona, a los centros educativos de la ciudad, el novenario que se celebra entre los días 21 y 29 de mayo en la parroquia de Santa María de la Asunción, los tradicionales Rosarios de la Aurora de entre los días 22 y 31 de este mismo mes, la ofrenda floral el 30 de mayo, la Misa solemne en el amanecer del 31 de mayo día en que se conmemora el aniversario de la Coronación Canónica de la Patrona y lal procesión que recorre las calles de la ciudad hasta concluir en su Santuario.

### Acontecimientos remarcables
- En 2005, la ciudad de Hellín celebró con suntuosidad los actos del 50 Aniversario de la Coronación Canónica de Nuestra Señora del Rosario, Alcaldesa de Honor del Exmo. Ayuntamiento de Hellín y Patrona de la Ciudad.
- En 2006, Hellín acogió las celebraciones del Día de la Región de Castilla-La Mancha.
- En 2010, en Hellín, se celebraron las Jornadas de Exaltación del Tambor y del Bombo. Se celebraron en los días 12, 13 y 14 de marzo.
- En 2013, En Hellín, se celebró la Procesión Antológica Los Misterios de la Pascua de Cristo, con motivo de la proclamación del Año de la Fe por el papa Benedicto XVI, en la que participaron la gran mayoría de sus imágenes pasionarias.

### Gastronomía

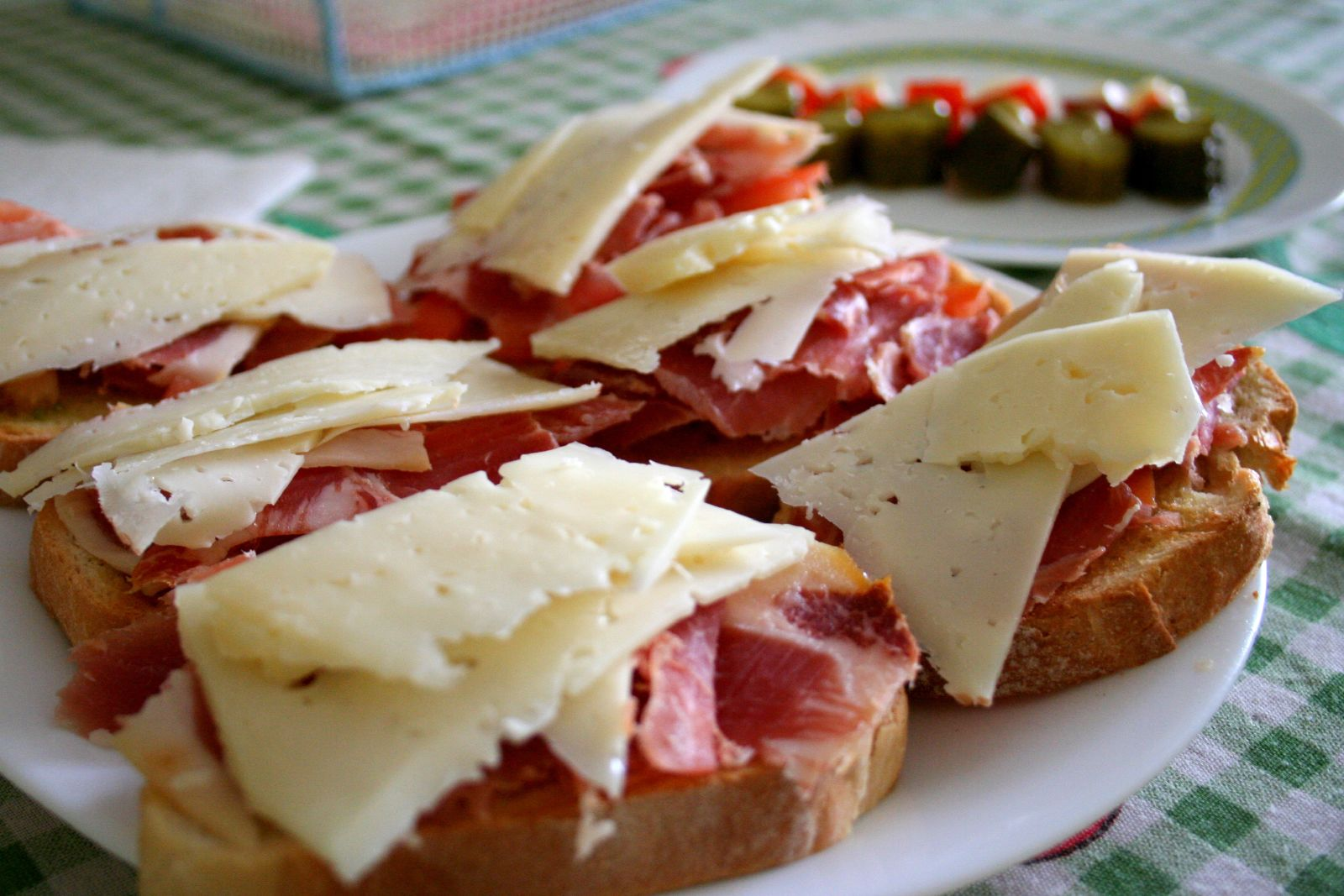
Tapas de jamón y queso en Hellín

Típicamente murciana con el arroz con conejo y caracoles como plato emblemático. Entre otros platos destacan especialmente en la localidad las migas de pan o harina de trigo, los andrajos o el aguamiel, generalmente de calabaza y miel o azúcar diluidas en agua y cocidas. Es popular igualmente el guiso de trigo.
Destaca en la localidad la producción de peladillas, turrones y caramelos, especialmente conocidos los de La Elisa, muy vinculados estos a las celebraciones pasionales de Semana Santa, pues es característica singular de las procesiones de todo el ámbito murciano el que los nazarenos repartan dulces y caramelos entre los espectadores, sobre todo a los niños.
En el entorno de Hellín hay vides, almendros y frutas de hueso tales como melocotón y albaricoque. Cabe destacar las patatas fritas artesanales, Patatas Rodas, que se elaboran en el pueblo. Y también con patata, atún, tomate y huevo se elaboran las típicas empanadillas. El típico mojete de Semana Santa y también las tortas de jamón y sardina.

### Deporte
El voleibol es uno de los deportes de Hellín más emblemáticos. Con más de 140 títulos en los campeonatos provinciales y regionales, el Voleibol de Hellín ha sido el deporte que ha conseguido el primer título nacional. En 1980, el equipo juvenil dirigido por Jesús Marín junto a Juan Valenciano, se proclamaba campeón de España. Unos años después, se llegaban a varias finales nacionales en Tenerife, con Juan Valenciano; unos años más tarde, en Cádiz y Gerona con Javier Marín y Jesús Marín como entrenadores. A nivel internacional, los equipos de Voleibol han participado en Italia y Portugal, en varias ocasiones.

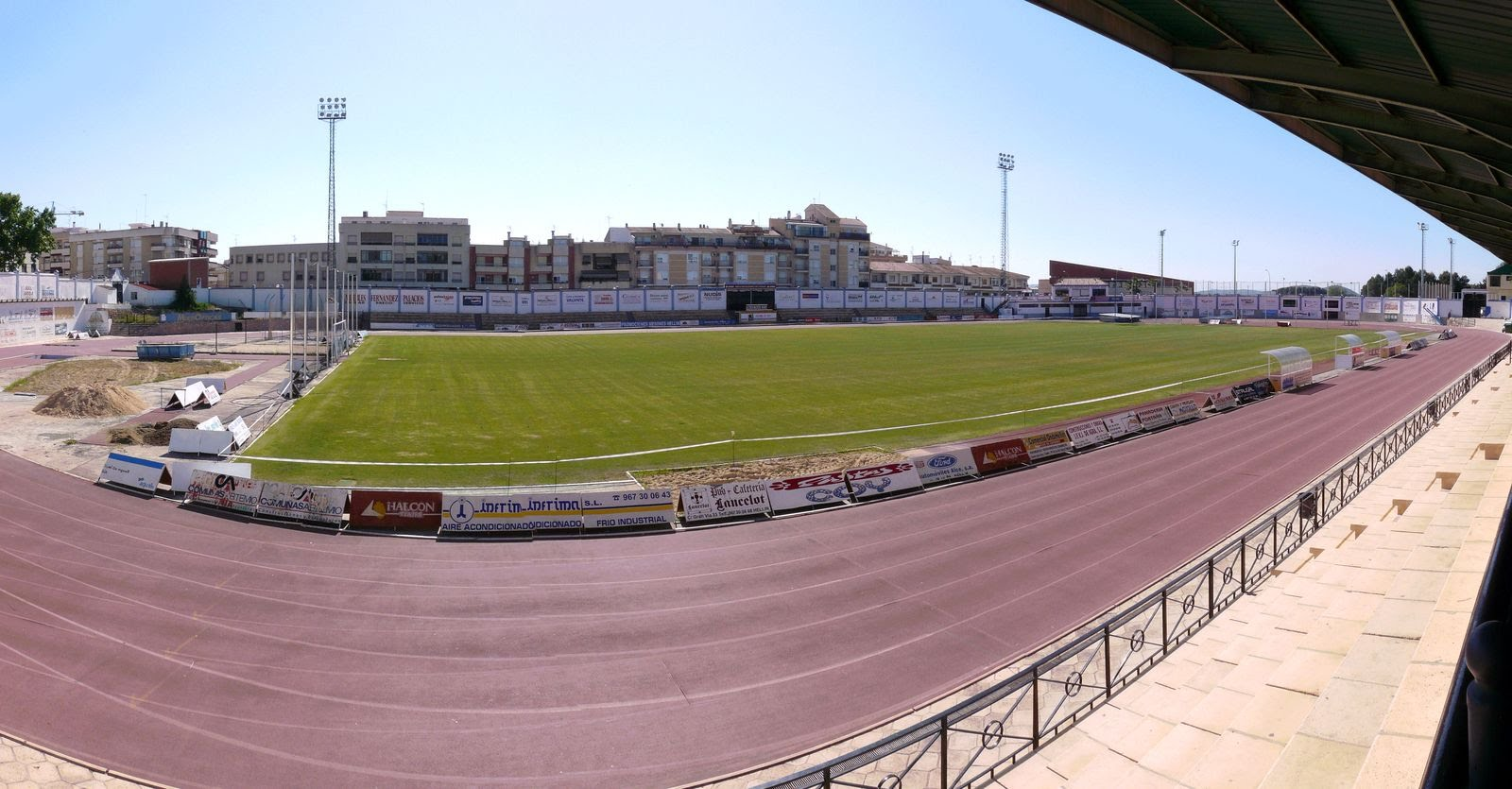
Complejo polideportivo Santa Ana

Han sido muy numerosos los reconocimientos oficiales a este deporte, desde la RFEVB, la Junta de Comunidades de Castilla-La Mancha, Diputación de Albacete, Ayuntamiento de Hellín, en sendas Galas del Deporte. En la selección española, han estado en diferentes épocas, jugadores como Pedro Blázquez, Dani Morata, J.Luis Lorenzo, Raúl Avia, Rafa Jiménez, Carlos Trullen y en 2014, Pablo Jordán. Hay que destacar, igualmente, a jugadores excepcionales como Paco Cruz y su hijo, Fran Cruz, que llegó a jugar a gran nivel en la Superliga 2; o Antonio Fernández, que jugó en Superliga 1, con Zaragoza. También ha habido equipos femeninos con jugadoras hellineras en la Superliga nacional: Teresa Marín y María Dolores Martínez. El Voleibol de Hellín fue protagonista en TVE con motivo del programa Escuela del Deporte, visto por varios millones de espectadores de España y del extranjero. Finalmente, Javier Marín, dedicó 3 años para la edición del libro Cincuenta Años de Voleibol en Hellín, con gran acogida y una presentación a cargo del seleccionador nacional absoluto, Paco Hervás. La historia del Voleibol en Hellín, ha pasado por distintos clubes, como el CV Juventud-Capuchinos, el pantalón John Hellín, el CV Hellín, el ADV Hellín, el Ciudad de Hellín y en las últimas décadas, el Juventud Hellín, presidido por Carmen Hernández.
El principal equipo de fútbol de la ciudad fue, hasta la temporada 2015/2016, el Hellín Deportivo, equipo que militó en la Liga Regional Preferente de Castilla-La Mancha, en su última temporada, y que ha dado futbolistas destacados al fútbol español como Josico, jugador que ha desarrollado su trayectoria en Primera División equipos tales como el Albacete Balompié, U. D. Las Palmas y el Villarreal Club de Fútbol, con el que ha disputado competiciones internacionales, llegando a disputar las semifinales de la liga de campeones, la competición más prestigiosa del mundo a nivel de clubs. También cabe destacar los inicios en el club hellinero de Bodipo, que fue jugador del Deportivo de La Coruña y de la selección ecuatoguineana.
Para la temporada 2016/17 surge un nuevo equipo, sucesor del extinto Hellin Deportivo, y que se llama Hellín Club de Fútbol que juega en la 1.ª Autonómica Preferente de Castilla La-Mancha, en el Grupo I.
Por su parte el Hellín Deportivo juvenil milita en la Liga Nacional encuadrado en el Grupo XV.
El baloncesto local está representado por el ADB Hellín, club que llegó a militar en la Liga EBA

## Ciudades hermanadas
- Paysandú, Uruguay[6]
- Rivello, Italia